# Кирсанов, Яков Михайлович
Яков Михайлович Кирсанов (25 ноября 1907, Алтыагадж — 4 апреля 1989) — советский хозяйственный, государственный и политический деятель.

## Биография
Родился в 1907 году. Член КПСС с 1928 года.
С 1919 года — на хозяйственной, общественной и политической работе. В 1919—1976 гг. — батрак, на комсомольской, советской и партийной работе, инструктор, заместитель заведующего отделом пропаганды и агитации Бакинского горкома ВКП(б), председатель ЦК профсоюза рабочих нефтяной промышленности Кавказа, заместитель заведующего отделом пропаганды и агитации ЦК КП Азербайджана, секретарь, второй секретарь Бакинского горкома ВКП(б), завотделом ЦК КП Азербайджана, секретарь Бакинского облисполкома, начальник отдела СовМина, зам. завотделом Госплана АзССР, зампредседателя Азпромсовета, завсекретариатом Председателя Совета Министров Азербайджанской ССР, заведующий общим отделом ЦК КП Азербайджана.
Избирался депутатом Верховного Совета СССР 3-го созыва, Верховного Совета Азербайджанской ССР 2-го, 8-го, 9-го, 10-го, 11-го созывов. Делегат XXVI съезда КПСС.
Умер 4 апреля 1989 года. Похоронен на Второй Аллее почётного захоронения в Баку.